# Miss Univers 2006
Miss Univers 2006, est la 55e élection de Miss Univers, qui a lieu le 23 juillet 2006 au Shrine Auditorium de Los Angeles, aux États-Unis. 
86 pays et territoires ont participé à l'élection. Pour la deuxième fois dans l'histoire de Miss Univers, la ville de Los Angeles organise le concours. La ville avait déjà accueilli le concours de Miss Univers 1990.  
La gagnante Zuleyka Rivera, Miss Porto Rico, succède à la canadienne Natalie Glebova, Miss Univers 2005.

## Résultats

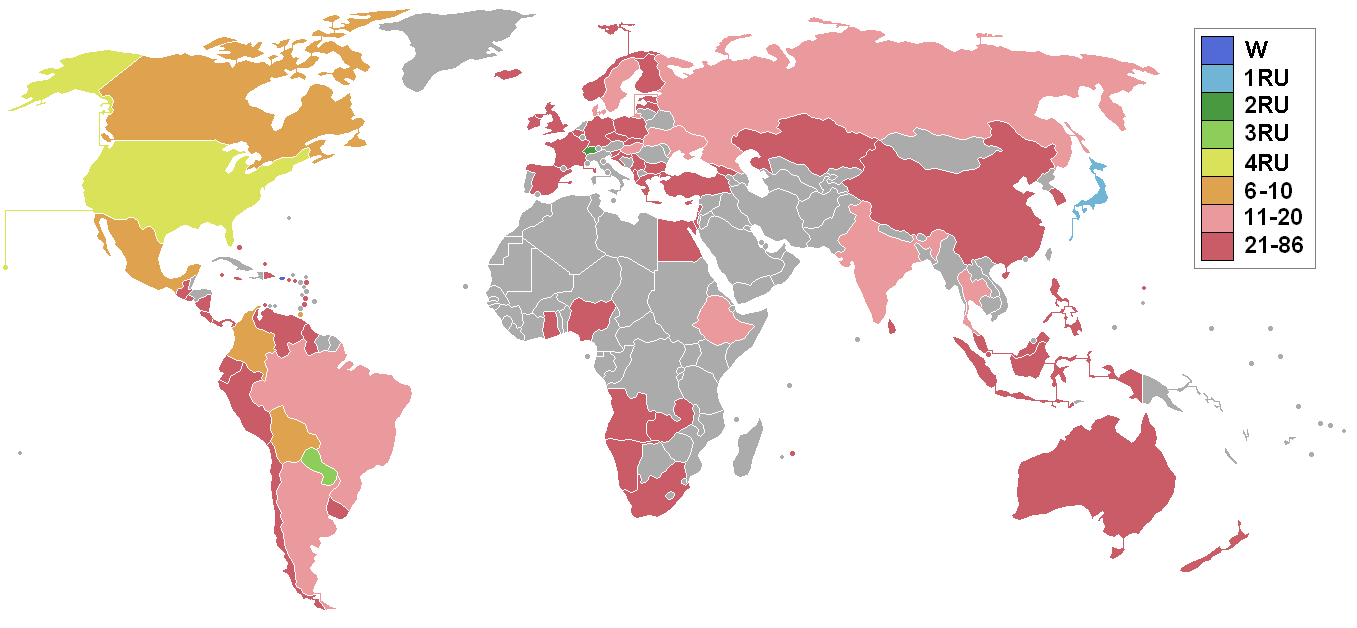
Pays et territoires participants et résultats.

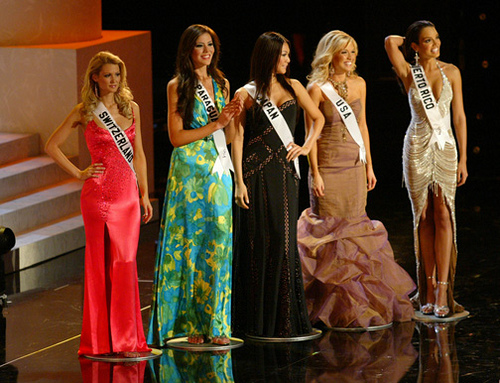
Top 5 à Miss Univers 2006.

### Classements
| Résultat final    | Candidate |
| ----------------- | --- |
| Miss Univers 2006 | - Porto Rico - Zuleyka Rivera |
| 1re dauphine      | - Japon - Kurara Chibana |
| 2e dauphine       | - Suisse - Lauriane Gilliéron |
| 3e dauphine       | - Paraguay - Lourdes Arévalos |
| 4e dauphine       | - États-Unis - Tara Conner |
| Top 10            | - Bolivie - Desiree Durán - Canada - Alice Panikian - Colombie - Valerie Domínguez - Mexique - Priscila Perales - Trinité-et-Tobago - Kenisha Thom |
| Top 20            | - Argentine - Magalí Romitelli - Brésil - Rafaela Zanella - Danemark - Betina Faurbye - Éthiopie - Dina Fekadu - Hongrie - Adrienn Bende - Inde - Neha Kapur - Russie - Anna Litvinova † - Suède - Josephine Alhanko - Thaïlande - Charm Osathanond - Ukraine - Inna Tsymbalyuk |

## Prix spéciaux
| Prix                      | Candidates |
| ------------------------- | --- |
| Meilleur costume national | - Japon - Kurara Chibana - Indonésie - Nadine Chandrawinata (1re finaliste) - Équateur - Catalina Lopez (2e finaliste) |
| Miss Sympathie            | - Ghana - Angela Asare                                                                                                 |
| Miss Photogénique         | - Philippines - Lia Andrea Ramos                                                                                       |

## Candidates
| Pays/territoire représentant    | Candidate                          | Âge    | Taille |
| ------------------------------- | ---------------------------------- | ------ | ------ |
| Afrique du Sud                  | Nokuthula Sithole                  | 22 ans | 1,76 m |
| Albanie                         | Eralda Hitaj                       | 19 ans | 1,68 m |
| Allemagne                       | Natalie Ackermann                  | 26 ans | 1,76 m |
| Angola                          | Ismenia Junior                     | 22 ans | 1,73 m |
| Antigua-et-Barbuda              | Shari McEwan                       | 18 ans | 1,75 m |
| Argentine                       | Magali Romitelli                   | 18 ans | 1,75 m |
| Aruba                           | Melissa Lacle                      | 20 ans | 1,78 m |
| Australie                       | Erin McNaugth                      | 24 ans | 1,75 m |
| Bahamas                         | Samantha Cartet                    | 24 ans | 1,68 m |
| Belgique                        | Tatiana Silva                      | 21 ans | 1,75 m |
| Bolivie                         | María Desiree Durán Morales        | 20 ans | 1,75 m |
| Brésil                          | Rafaela Köller Zanella             | 19 ans | 1,82 m |
| Bulgarie                        | Galenna Dimova                     | 24 ans | 1,75 m |
| Canada                          | Alice Panikian                     | 21 ans | 1,83 m |
| Chili                           | Belen Montilla Torreblanca         | 23 ans | 1,78 m |
| Chine                           | Gao Yinghyui                       | 23 ans | 1,70 m |
| Chypre                          | Elena Ierdiakonou                  | 23 ans | 1,76 m |
| Colombie                        | Valerie Dominguez Tarud            | 25 ans | 1,75 m |
| Corée                           | Kim Joo-hee                        | 25 ans | 1,75 m |
| Costa Rica                      | Fabriella Quesada                  | 22 ans | 1,75 m |
| Croatie                         | Bilijiana Manciç                   | 20 ans | 1,70 m |
| Danemark                        | Bettina Faurbye                    | 24 ans | 1,77 m |
| Égypte                          | Fawssia Mohamed                    | 23 ans | 1,77 m |
| Équateur                        | Catalina Mercedes Lopez Saman      | 23 ans | 1,75 m |
| Espagne                         | Elizabeth Reyes                    | 21 ans | 1,80 m |
| Estonie                         | Kirkee Klemmer                     | 22 ans | 1,69 m |
| Éthiopie                        | Dina Fekadu                        | 21 ans | 1,77 m |
| Philippines                     | Lia Andrea Ramos                   | 25 ans | 1,78 m |
| Finlande                        | Ninni Laaksonen                    | 22 ans | 1,75 m |
| France                          | Alexandra Rosenfeld                | 19 ans | 1,73 m |
| Géorgie                         | Ekaterine Buadze                   | 20 ans | 1,77 m |
| Ghana                           | Angela Asare                       | 20 ans | 1,74 m |
| Grèce                           | Olympia Hopsonidou                 | 23 ans | 1,81 m |
| Guatemala                       | Jackelinne Piccinni                | 22 ans | 1,74 m |
| Guyane                          | Alana Ernest                       | 19 ans | 1,68 m |
| Hongrie                         | Adienn Bende                       | 21 ans | 1,76 m |
| Îles Caïmans                    | Ambuyah Evans                      | 21 ans | 1,75 m |
| Îles Mariannes du Nord          | Shequita Bennett                   | 19 ans | 1,70 m |
| Îles Turques-et-Caïques         | Shaveena Been                      | 24 ans | 1,68 m |
| Îles Vierges des États-Unis     | JeT'aime Cerge                     | 22 ans | 1,74 m |
| Inde                            | Neha Kapur                         | 20 ans | 1,75 m |
| Indonésie                       | Nadine Chandrawinata               | 22 ans | 1,75 m |
| Irlande                         | Melanie Borehamn                   | 19 ans | 1,78 m |
| Islande                         | Sif Aradóttir                      | 21 ans | 1,73 m |
| Israël                          | Anastacia Entin                    | 21 ans | 1,72 m |
| Jamaïque                        | Cindy Wright                       | 20 ans | 1,73 m |
| Japon                           | Kurara Chibana                     | 24 ans | 1,73 m |
| Kazakhstan                      | Dina Nuraliyevva                   | 21 ans | 1,75 m |
| Lettonie                        | Sanita Kublinna                    | 22 ans | 1,82 m |
| Liban                           | Gabrieelle Bou Rached              | 20 ans | 1,75 m |
| Malaisie                        | Melissa Ann Tan                    | 25 ans | 1,73 m |
| Mexique                         | Silvia Priscila Perales Elizondo   | 23 ans | 1,74 m |
| Namibie                         | Anna Nashandi                      | 22 ans | 1,78 m |
| Nicaragua                       | Maria Cristiana Frixione Mendoza   | 22 ans | 1,70 m |
| Nigeria                         | Tienepre Okki                      | 21 ans | 1,75 m |
| Norvège                         | Martine Jonassen                   | 19 ans | 1,70 m |
| Nouvelle-Zélande                | Elizabeth Gray                     | 23 ans | 1,70 m |
| Panama                          | María Alessandra Mezquita Lapadula | 22 ans | 1,70 m |
| Paraguay                        | Lourdes Verónica Arévalos Elias    | 22 ans | 1,83 m |
| Pérou                           | Fiorella Viñas                     | 22 ans | 1,74 m |
| Pologne                         | Francys Mayela Barraza Sudnicka    | 26 ans | 1,75 m |
| Porto Rico                      | Zuleyka Jerrís Rivera Mendoza      | 18 ans | 1,77 m |
| Royaume-Uni                     | Julie Doherty                      | 18 ans | 1,71 m |
| Russie                          | Anna Litvinova †                   | 24 ans | 1,77 m |
| République dominicaine          | Mia Lourdes Taveras Lopez          | 20 ans | 1,76 m |
| République slovaque             | Judita Hrubyová                    | 20 ans | 1,75 m |
| Tchéquie                        | Rennata Langmannova                | 19 ans | 1,68 m |
| Sainte-Lucie                    | Sascha Andrew-Rose                 | 20 ans | 1,72 m |
| Saint-Martin                    | Gisella Hilliman                   | 19 ans | 1,69 m |
| Saint-Vincent-et-les-Grenadines | Shivern Peters                     | 21 ans | 1,68 m |
| Salvador                        | Rebeca Iraheta                     | 18 ans | 1,80 m |
| Serbie-et-Monténégro            | Nada Milinić                       | 26 ans | 1,77 m |
| Singapour                       | Carol Cheong                       | 25 ans | 1,75 m |
| Slovénie                        | Nataša Pinoza                      | 22 ans | 1,77 m |
| Sri Lanka                       | Jacqueline Fernandez               | 20 ans | 1,75 m |
| Suède                           | Josephine Alhanko                  | 25 ans | 1,74 m |
| Suisse                          | Lauriane Gilliéron                 | 21 ans | 1,70 m |
| Thaïlande                       | Onwarin Charm Osathanond           | 19 ans | 1,74 m |
| Trinité-et-Tobago               | Kenisha Thomt                      | 22 ans | 1,68 m |
| Turquie                         | Ceyla Kirazlı                      | 20 ans | 1,76 m |
| Ukraine                         | Inna Tsymbalyuk                    | 22 ans | 1,74 m |
| Uruguay                         | Fatimih Dávila Sosa                | 18 ans | 1,81 m |
| États-Unis                      | Tara Elizabeth Conner              | 20 ans | 1,65 m |
| Venezuela                       | Jictzad Nakarhyt Viña Carreño      | 23 ans | 1,73 m |
| Zambie                          | Mofya Chisenga †                   | 23 ans | 1,75 m |

### Galerie

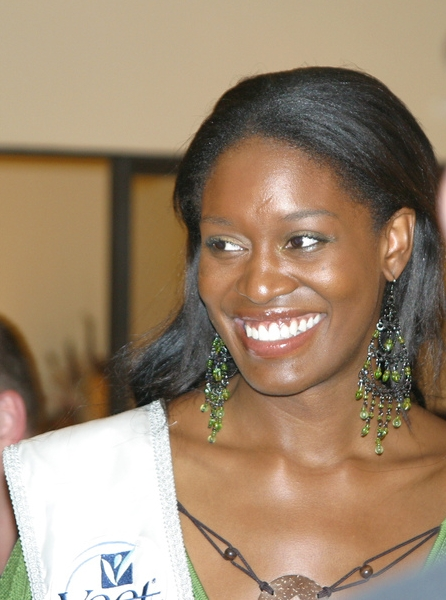
Nokuthula Sithole, Miss Univers Afrique du Sud 2006.
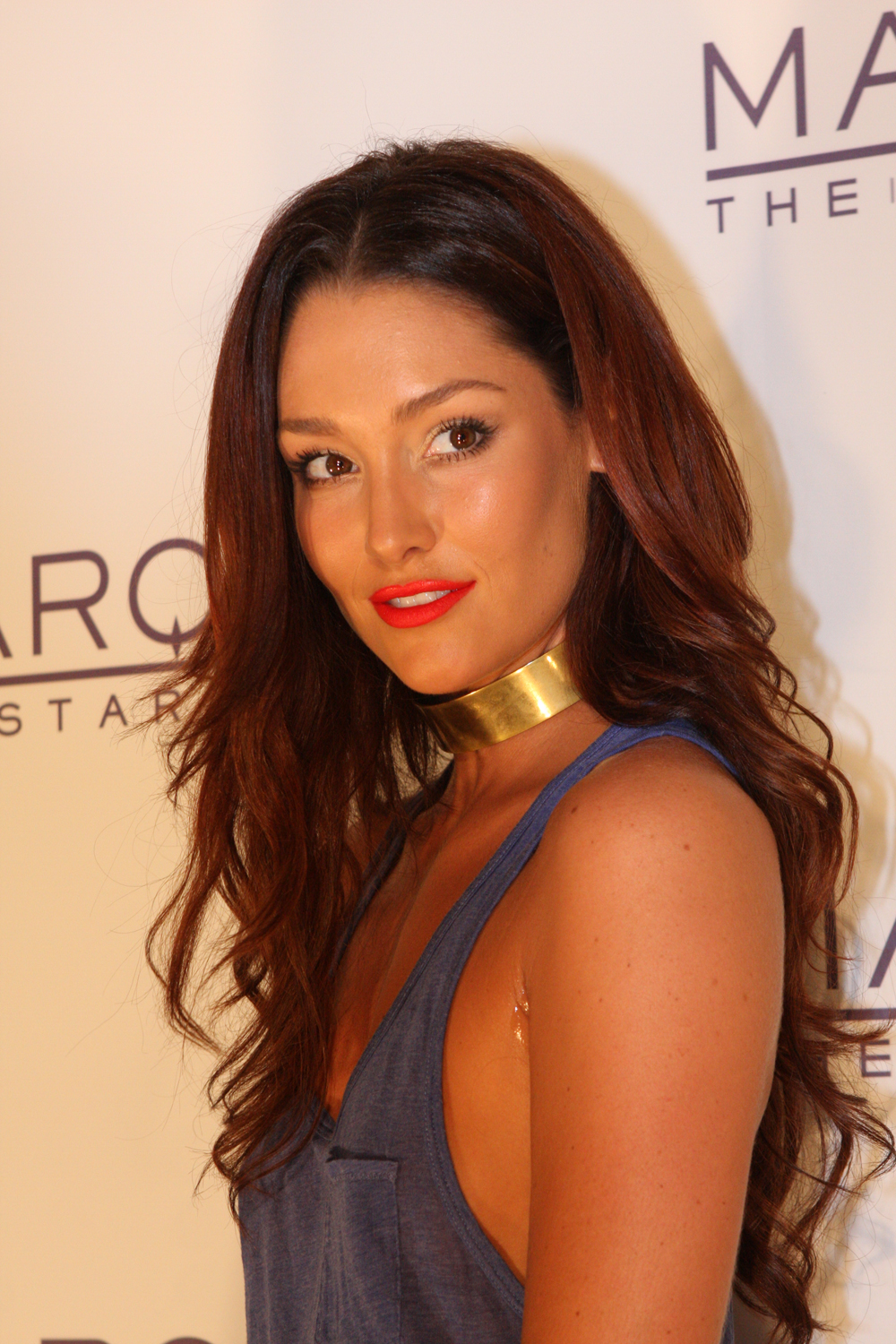
Erin Mcnaught, Miss Univers Australie 2006.
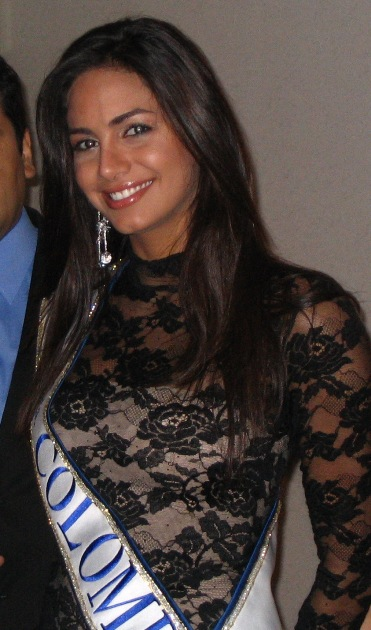
Valerie Domínguez, Miss Univers Colombie 2006.
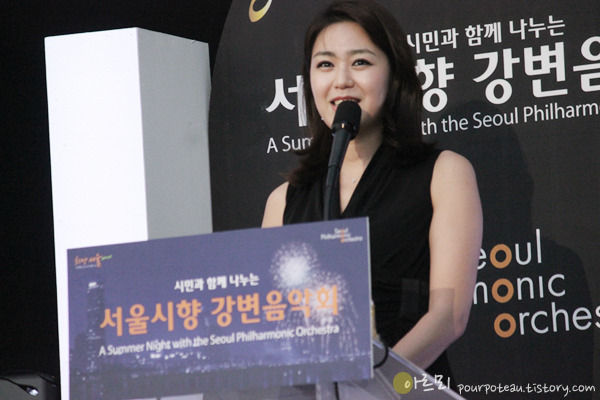
Kim Joo-hee, Miss Univers Corée 2006.
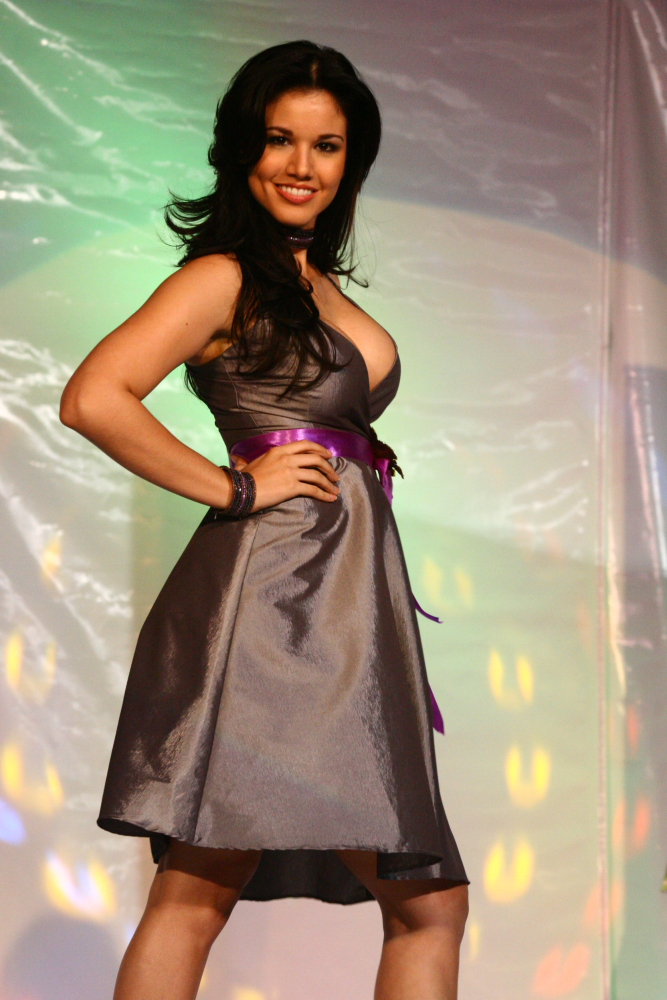
Cristiana Frixione, Miss Univers Nicaragua 2006.
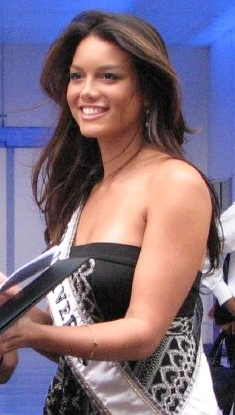
Zuleyka Rivera, Miss Univers Porto Rico 2006.
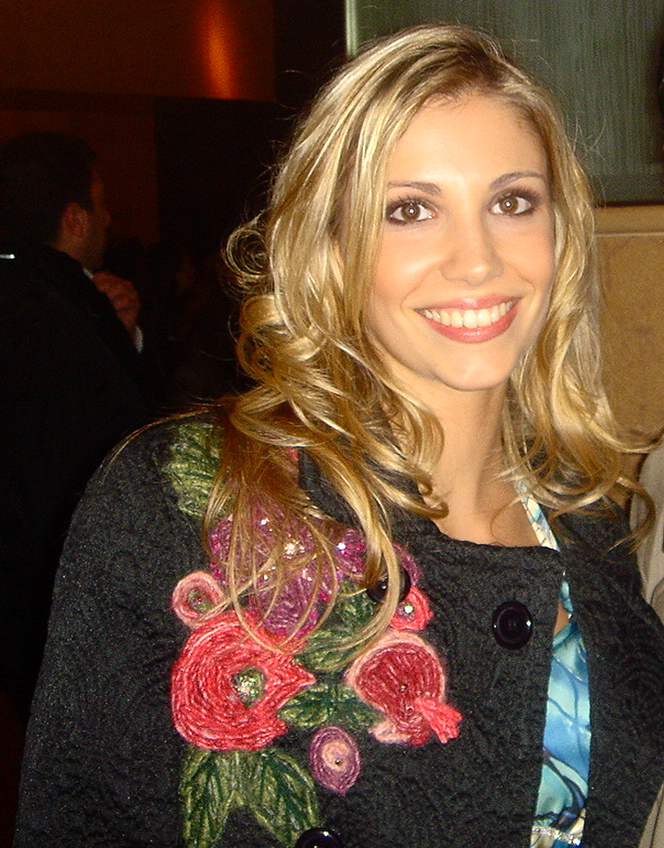
Alexandra Rosenfeld, Miss Univers France 2006.
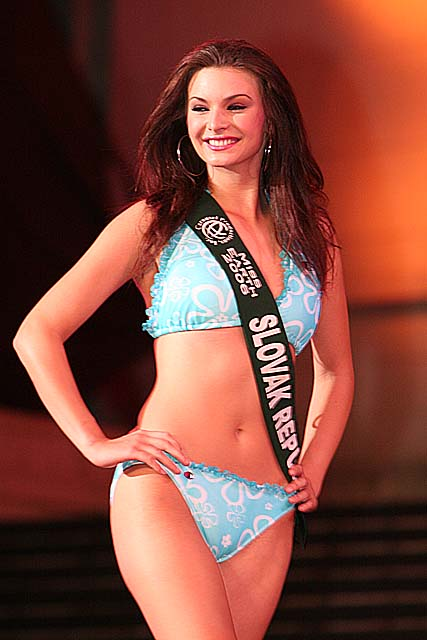
Judita Hrubyová, Miss Univers République slovaque 2006.
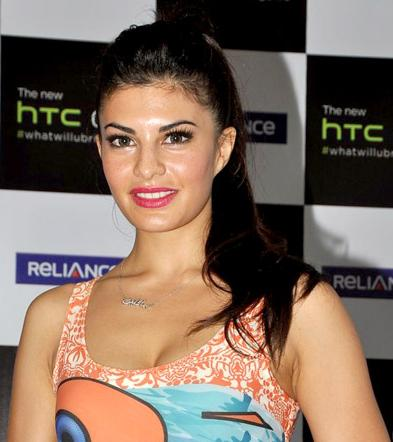
Jacqueline Fernandez, Miss Univers Sri Lanka 2006.
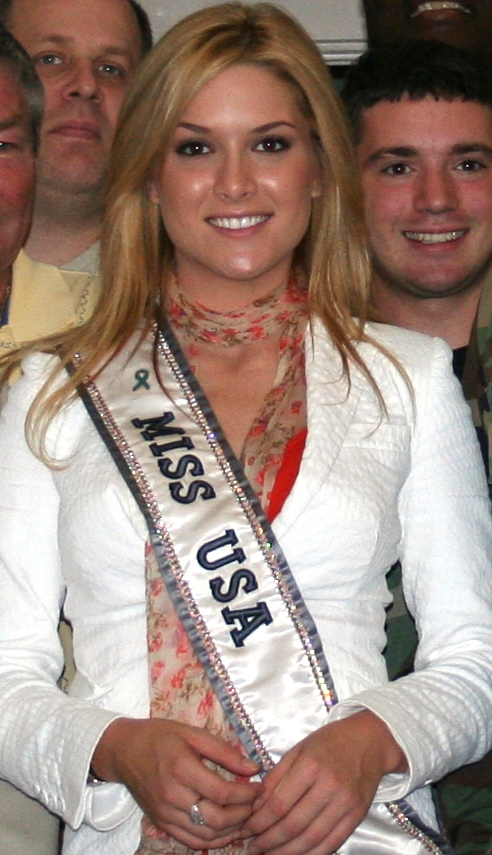
Tara Conner, Miss Univers USA 2006.
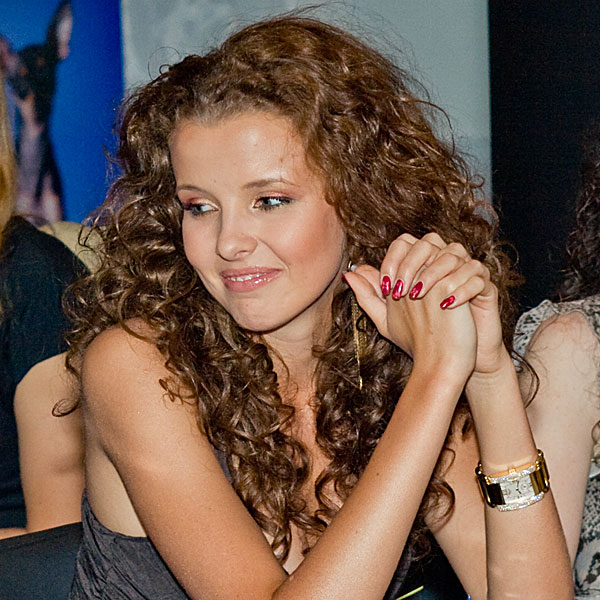
Inna Tsymbalyuk, Miss Univers Ukraine 2006.
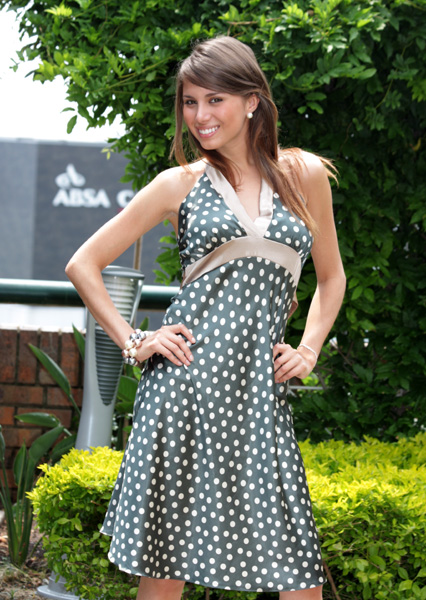
Fatimih Dávila, Miss Univers Uruguay 2006.

## Ordre d'annonce des finalistes
| 1. Porto Rico 2. Danemark 3. Suisse 4. Colombie 5. Éthiopie 6. Russie 7. Canada 8. Japon 9. Brésil 10. Suède 11. Trinité-et-Tobago 12. Thaïlande 13. Bolivie 14. Hongrie 15. États-Unis 16. Paraguay 17. Inde 18. Argentine 19. Ukraine 20. Mexique | 1. Canada 2. Trinité-et-Tobago 3. Bolivie 4. Japon 5. Porto Rico 6. États-Unis 7. Suisse 8. Mexique 9. Colombie 10. Paraguay | 1. Suisse 2. Paraguay 3. Japon 4. États-Unis 5. Porto Rico |

## Jury
| Membre | Membre                   | Nationalité  | Notes |
| ------ | ------------------------ | ------------ | --- |
|        | James Lesure             | Américaine   | Acteur. |
|        | Claudia Jordan           | Américaine   | Actrice et mannequin de l'émission télévisée Deal or No Deal Miss Rhode Island Teen USA et Miss Rhode Island USA 1997. |
|        | Sean Yazbeck             | Américaine   | Gagnant de la saison 5 de The Apprentice                                                                               |
|        | Amelia Vega              | Dominicaine  | Miss Univers 2003. |
|        | Emmitt Smith             | Américaine   | Joueur de football américain.                                                                                          |
|        | Marc Cherry              | Américaine   | Créateur des séries télévisées Desperate Housewives et Devious Maids.                                                  |
|        | Tom Green                | Canadienne   | Acteur, chanteur, réalisateur et animateur de télévision.                                                              |
|        | María Celeste Arrarás    | Portoricaine | Journaliste et écrivaine.                                                                                              |
|        | Patrick McMullan         | Américaine   | Photographe. |
|        | Bridgette Wilson-Sampras | Américaine   | Actrice et chanteuse. Miss Oregon Teen USA 1990.                                                                       |
|        | Santino Rice             | Américaine   | Styliste et troisième finaliste de la saison 2 de Projet haute couture.                                                |

## Bande son
- Défilé en maillot de bain : Cha Cha de Chelo (Performance en Live)
- Défilé en robe de soirée : Bedshaped (Cosi) de Vittorio Grigolo (Performance en Live)

## Observations